# Dondollé
Dondollé est une localité située dans le département de Kaya de la province du Sanmatenga dans la région Centre-Nord au Burkina Faso.

## Géographie
Village de l'immédiate banlieue de Kaya, Dondollé est située à 5 km à l'est du centre de la principale ville de la région. Le village traversé par la route nationale 3 reliant à Kaya à Tougouri puis Dori.

## Économie
Satellite de la ville de Kaya, le village accueille sur son territoire le camp militaire de Kaya et au sud l'extension de son quartier résidentiel. Avec l'extension de la cinquième ville du pays, Dondollé voit en septembre 2019 la construction d'une nouvelle gare routière de Kaya (remplaçant l'historique Sandaogo) sur l'axe de la RN 3 suscitant des polémiques et contestation d'utilité de la part des routiers et transporteurs qui critiquent sa localisation éloignée de la ville et sa proximité avec le camp militaire.

## Éducation et santé
Le centre de soins le plus proche de Dondollé est le centre hospitalier régional (CHR) de Kaya.
Dondollé possède deux écoles primaires publiques. En janvier 2020, est inauguré le lycée public de Kaya-Dondollé en présence du président de l'Assemblée nationale, Alassane Bala Sakandé. D'un coût de 126 millions de francs CFA (soit environ 190 000 euros), il possède six salles de classe, un bâtiment administratif et une bibliothèque et doit décongestionner le lycée municipal et provincial Moussa-Kargougou.